# Dylan Dog
Dylan Dog és un personatge del còmic italià (terme italià: fumetto, en aquest cas particular: fumetto nero) que dona nom a una sèrie d'àlbums que es publiquen mensualment des del 1986 per Sergio Bonelli Editore, sobre les extraordinàries investigacions d’un detectiu que viu a Londres. A Itàlia, la sèrie porta el complement afegit de "Indagatore dell'incubo" (investigador del malson) amb relació a les seves indagacions que se centren exclusivament en casos sobrenaturals i de terror.

## Característiques de Dylan Dog
Dylan Dog és un investigador del paranormal que s'enfronta a casos que involucren elements sobrenaturals com fantasmes, dimonis, vampirs, morts vivents, homes llop i altres criatures, però també criminals psicòpates i assassins en sèrie. Els guions desafien la tradició del terror amb una vena de surrealisme.

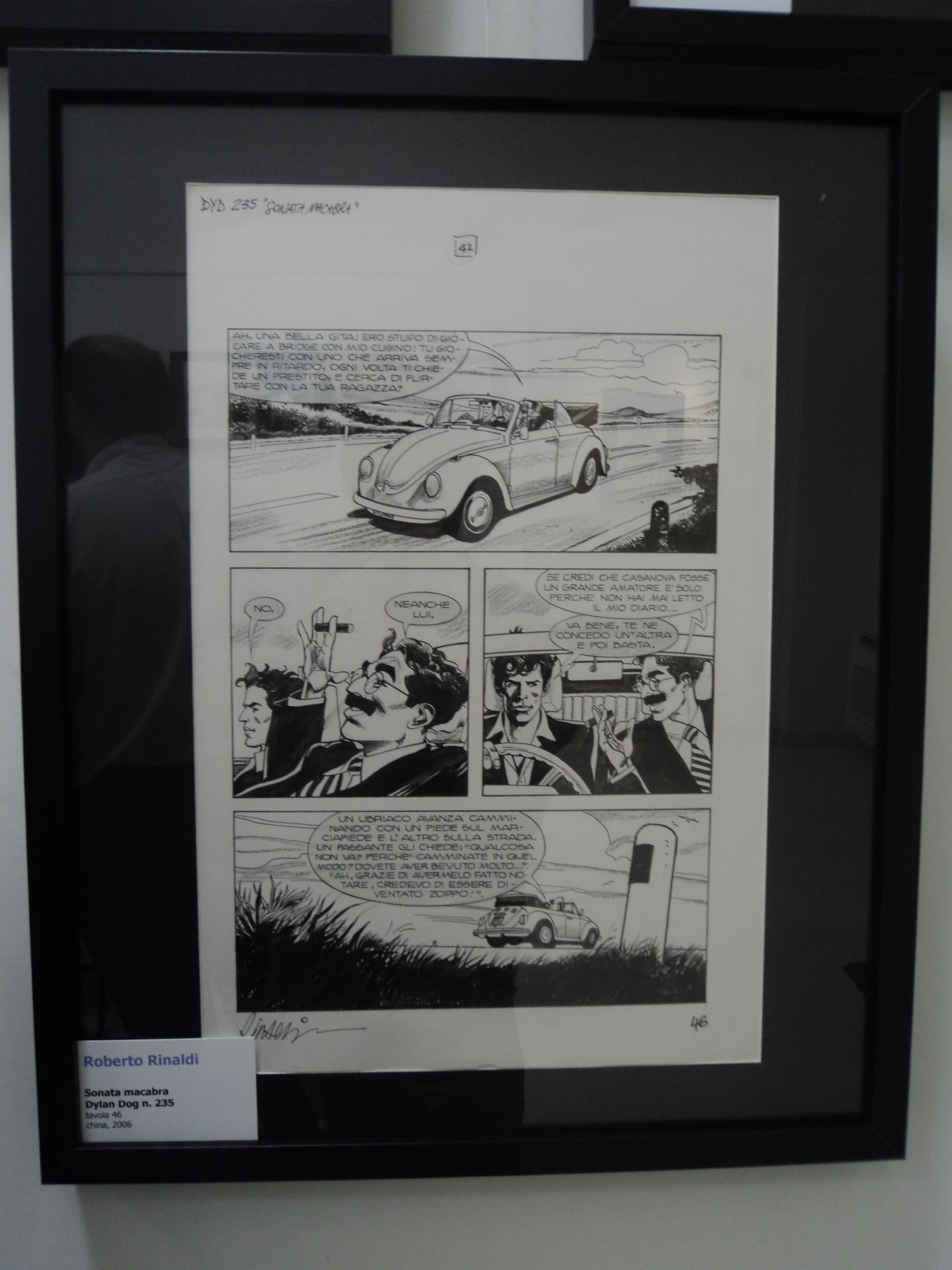
Original de "Dylan Dog" en una exposició

La sèrie està ambientada principalment a Londres, on viu el protagonista, en el número 7 de Craven Road (picada d'ullet al director Wes Craven) en un apartament desordenat, entre un munt d’elements terrorífics i amb un timbre de la porta que xiscla quan se’l prem. Conviu amb un company de confiança que resulta ser un clon del genial Groucho Marx, i que afegeix humor fent de contrapunt al personatge de Dylan, a vegades turmentat i ombrívol. Un altre personatge secundari és l'inspector Bloch, el seu antic superior quan treballava a Scotland Yard, que sovint l’anomena fraternalment com a "Old boy".
A Dylan no l’importa gaire la vida moderna. La roba de l’investigador és un dels trets que el defineix com a personatge: sempre amb la mateixa camisa vermella, jaqueta negra i texans blaus. Fins i tot a l’hivern, no porta mai un abric ja que, segons ell, arruïnaria el seu aspecte. No disposa de telèfon mòbil i escriu els seus records amb ploma i tinta. Les seves aficions inclouen tocar el clarinet (toca sovint El tri del diable de Giuseppe Tartini) i construir una maqueta de vaixell interminable. Li encanta la poesia, la música i el cinema de terror. El seu discurs contrari a la burgesia i els seu menyspreu envers els diners, el fa estar sempre escurat. Paradoxalment, el primer consell que dona als clients que demanen solucions a les seves sorprenents histories, és que es posin en mans d’un psicòleg.
Dylan és un romàntic empedreït que estima i perd sistemàticament les seves amants. De fet, en la majoria de casos, els seus clients són dones, amb qui freqüentment manté relacions sexuals. Té un grapat de fòbies, incloent claustrofòbia, por als ratpenats i acrofòbia. El detectiu també és susceptible al mareig, una de les raons per les quals viatja poc, i mai en avió. Va patir alcoholisme, és vegetarià i defensa els drets dels animals.

## Creació i publicacions destacades

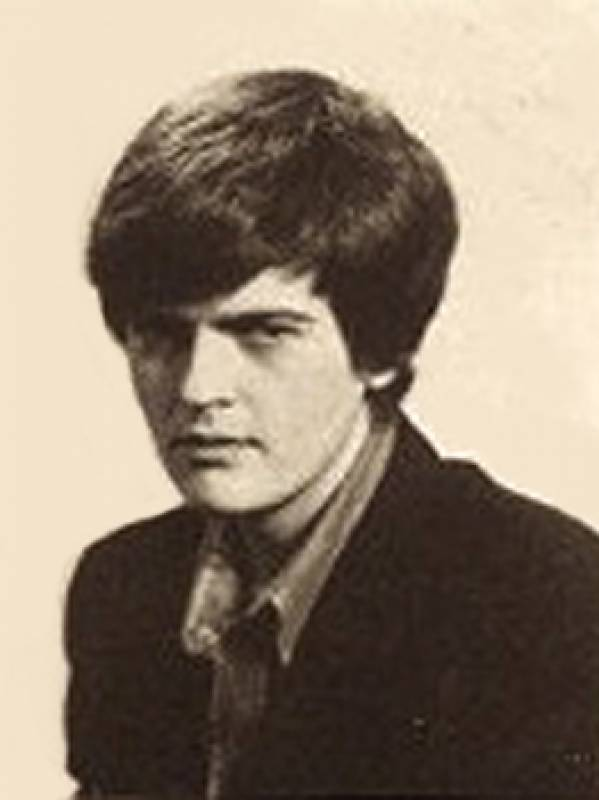
Tiziano Sclavi, de jove, creador de "Dylan Dog"

Dylan Dog va ser creat per Tiziano Sclavi, escriptor de còmics i novel·les, mentre que la representació gràfica del personatge va ser elaborada principalment per Claudio Villa, que també va fer la seva primera coberta inspirant-se en l'actor anglès Rupert Everett quan el va veure a la pel·lícula Another Country. El personatge va rebre el nom del poeta Dylan Thomas, mentre que el seu cognom deriva de Dog figlio di..., títol italià del llibre Erection Set (1972) de Mickey Spillane, que va ser el nom provisional que Scalvi va donar al personatge durant la fase de creació.
El primer fumetto de la sèrie va debutar l'octubre de 1986 amb el títol L'alba dei morti viventi (L'alba dels morts vivents), amb guió del mateix Sclavi i il·lustracions d’Angelo Stano. Des del seu inici fou un gran èxit editorial i va continuar essent-t’ho els anys posteriors.
Dylan Dog (com tots els còmics de l’editorial Sergio Bonelli) està imprès en blanc i negre. No obstant, alguns volums han aparegut publicats en color celebrant certs aniversaris. Aquests inclouen números que són múltiples de 100, dècades d'aniversari de la sèrie i altres ocasions especials. El primer número a color va ser el número 100, titulat La storia di Dylan Dog, escrita per Tiziano Sclavi amb dibuixos d'Angel Stano. El maig de 2003 va aparèixer el número 200, titulat Il numero duecento, amb guió de Paola Barbato i dibuixat per Bruno Brindisi. En aquest cas, l’àlbum explica la preqüela del primer número (Alba dei morti viventi) i com Dylan es va convertir en "detectiu del malson". L'agost de 2011, la sèrie va arribar al número 300 amb Ritratto di famiglia ("Retrat de família").

## A l’entorn de la sèrie
Entre els nombrosos guionistes de la sèrie, han col·laborat personatges de culte com el mestre del giallo Dario Argento (a l'àlbum Profondo Nero) i el prolífic autor de còmic Robin Wood (Almanacco della Paura 12).
Entre els il·lustradors destaquen Enrique Breccia, Giorgio Cavazzano, Alfonso Font i Jose Ortiz.
La cafeteria que hi havia al 7 Craven Road, Paddington (Londres) va ser rebatejada com a Cafe Dylan Dog, actualment tancada. A l’any 2012 el cafè oferia el "Dylan Dog Meal" amb carn de vedella o porc inclosa, malgrat que Dylan és vegetarià.
L'intel·lectual italià Umberto Eco va dir: "Puc llegir la Bíblia, Homer o Dylan Dog durant diversos dies sense avorrir-me".
L'octubre de 2019, DC Comics i Sergio Bonelli Editori van anunciar una sèrie crossover entre Dylan Dog i Batman titulat Relazioni pericolose ("Relacions perilloses"), amb guió de Roberto Recchioni i dibuixos de Gigi Cavenago i Werther Dell'Edera. Es va publicar el desembre de 2019.

## Dylan Dog al cinema

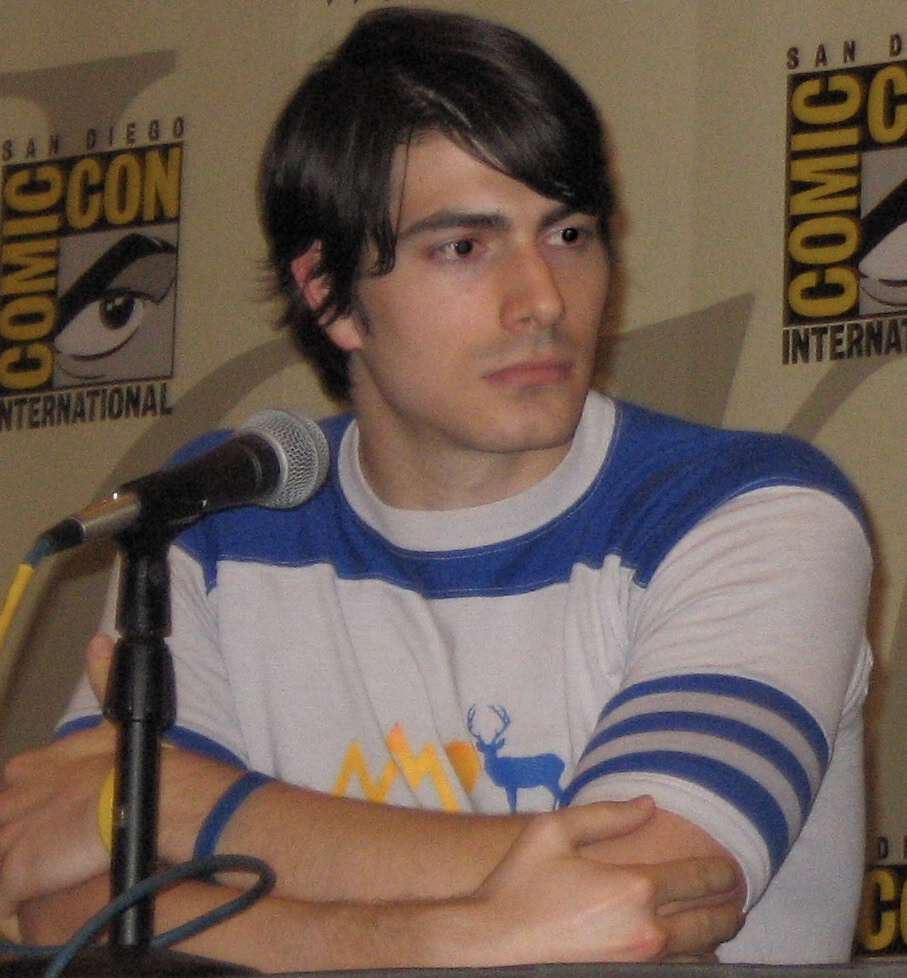
Brandon Routh, Dylan Dog al cinema estatunidenc.

La pel·lícula Cemetery Man (títol italià: Dellamorte Dellamore, 1994) protagonitzada per Rupert Everett i dirigida per Michele Soavi, es basava lliurement en els còmics, però la seva referència principal va ser la novel·la Dellamorte Dellamore de Tiziano Sclavi.
Una adaptació cinematogràfica nord-americana es va estrenar a l’any 2011: Dylan Dog: Dead of Night, protagonitzada per Brandon Routh, malgrat que era molt diferent del material original.
Igualment està en desenvolupament una sèrie de televisió basada en els còmics. El 2 de juny de 2023, Michele Masiero, director editorial de Sergio Bonelli Editore, va dir que la sèrie serà fidel als còmics, i que estaven preparant el càsting.